# Nicolas Bataille
Pour les articles homonymes, voir Nicolas Bataille (homonymie) et Bataille (homonymie).
Nicolas Bataille est un comédien et metteur en scène de théâtre français né Roger Bataille le 14 mars 1926 à Paris 5e, et mort le 28 octobre 2008 à Paris 15e.

## Biographie
Fils d'architecte parisien, Nicolas Bataille débute à l’écran sous l’Occupation tout en suivant l’enseignement dramatique de René Simon, de Tania Balachova et, aux studios Francœur, de la comédienne Solange Sicard.
Figurant dans Les Enfants du paradis de Marcel Carné, il décroche ses premiers rôles notables à la Libération. En 1948, il monte Une saison en enfer d'après Arthur Rimbaud, avec Akakia-Viala et reçoit le Prix de l'avant-garde des jeunes compagnies. L'année suivante, il forge avec Akakia-Viala un faux texte de Rimbaud : La Chasse spirituelle qui sera publié dans le Combat du 19 mai 1949 puis au Mercure de France.
À l’aube des années 1950, il reçoit L'Anglais sans peine, la première œuvre inédite d'un auteur français d'origine roumaine encore inconnu, Eugène Ionesco. L’amitié de la famille de Claude Autant-Lara, qui lui donne les costumes d'Occupe-toi d'Amélie, lui permet de créer au Théâtre des Noctambules cette anti-pièce qui prend pour titre La Cantatrice chauve. Après un échec public et critique, il la reprend grâce au succès grandissant de son auteur et au soutien financier de Louis Malle, à partir du 11 mai 1957 à La Huchette, dont il demeure jusqu'à sa disparition l’âme vivante, plus d’un demi-siècle après avoir fait découvrir Eugène Ionesco au public avec plus d'un million cinq cent mille spectateurs devant lesquels il interprète jusqu'en juin 2007, le rôle de Monsieur Martin.
Il poursuit son activité théâtrale en parallèle, montant en 1964, La Philosophie dans le boudoir, d'après Sade, pièce rapidement interdite mais demeurée jouée, ainsi qu'au Théâtre de Poche Montparnasse, L'Été de Romain Weingarten avec Jean-François Adam en 1966, et L'Elève de Brecht de Bernard Da Costa en 1984. Avec Le Cirque de Claude Mauriac, il obtient le prix Georges-Pitoëff de la SACD. Il s'interesse également à la comédie musicale, montant Twist Appeal avec Vince Taylor en 1962, les œuvres de Filippo Tommaso Marinetti, puis Offenbach, tu connais ? dans les années 1990.
Metteur en scène renommé, tant en France qu’au Japon où il se voit décerner plusieurs prix entre 1969 et 1976, il a en outre été un temps l’interprète de prédilection de Louis Malle qui l’a dirigé dans trois de ses films, tour à tour client de bar de nuit (Ascenseur pour l'échafaud), chauffeur russe d'un car de touristes (Zazie dans le métro) et metteur en scène de théâtre montant Kleist dans un théâtre en plein air (Vie privée). On l'a également vu chez Jean Dréville qui fait de lui l'un des protagonistes de Normandie-Niémen et Jacques Tati qui lui confie le rôle d'un des ouvriers dans Mon oncle.

## Filmographie

### Cinéma
- 1943 : La Grande Marnière de Jean de Marguenat : figuration
- 1943 : Les Enfants du paradis de Marcel Carné : figuration
- 1943  : Je suis avec toi d'Henri Decoin : figuration
- 1945 : Le Jugement dernier de René Chanas
- 1947 : Nuit sans fin de Jacques Séverac
- 1948 : L’Aigle à deux têtes de Jean Cocteau : rôle coupé au montage
- 1948 : La Renégate de Jacques Séverac
- 1951 : Sous le ciel de Paris de Julien Duvivier
- 1956 : Crime et Châtiment de Georges Lampin : simple apparition
- 1957 : Passeport pour un entr'acte de Jean-Paul Rappeneau
- 1958 : Ascenseur pour l'échafaud de Louis Malle : un consommateur à la brasserie (non crédité)
- 1958 : Mon oncle de Jacques Tati : un ouvrier
- 1960 : Normandie-Niémen de Jean Dréville : le lieutenant Castor
- 1960 : Zazie dans le métro de Louis Malle : Fédor
- 1962 : Vie privée de Louis Malle : Edmond
- 1964 : Aurélia d'Anne Dastrée (court métrage) : un infirmier de l'hôpital psychiatrique
- 1966 : La Cantatrice chauve de Jean Ravel
- 1966 : Lettre à Marita d'Edmond Caprasse
- 1967 : Contacts de Dolorès Grassian (court métrage)
- 1970 : Kenju giga de Kihachirō Kawamoto : voix
- 2006 : Nathalie Nattier (la plus belle fille du monde) d'Armel de Lorme et Gauthier Fages de Bouteiller
- 2007 : 72/50 d'Armel de Lorme et Gauthier Fages de Bouteiller

### Télévision
- 1965 : Le Coup de pistolet (d'après la nouvelle d'Alexandre Pouchkine), téléfilm de Willy Holt : l'officier
- 1972 : Joyeux Chagrins de François Gir : Henri
- 1983 : La Route inconnue de Jean Dewever

## Théâtre

### Auteur
- 1991 : Les Nuits de Terayama de Nicolas Bataille d’après Terayama, Théâtre de la Huchette
- 1992 : Lautrec sur la butte d'Ornella Volta et Nicolas Bataille, Théâtre de la Huchette
- 1997 : Viva Maïakovski de Nicolas Bataille, Théâtre de la Huchette
- 2000 : En route vers le Tokaïdo de Nicolas Bataille d’après Jippensha Ikku, Théâtre de la Huchette

### Comédien
- 1950 : La Cantatrice chauve d'Eugène Ionesco, mise en scène Nicolas Bataille, Théâtre des Noctambules
- 1957 : La Lettre perdue de Ion Luca Caragiale, mise en scène Marcel Cuvelier, Théâtre des Célestins
- 1957 : Scabreuse Aventure de Dostoïevski, mise en scène Georges Annenkov, Théâtre du Vieux Colombier
- 1959 : Tueur sans gages d'Eugène Ionesco, mise en scène José Quaglio, Théâtre Récamier
- 1961 : Le Grain sous la neige de Daniel Guérin, mise en scène Maurice Jacquemont, Théâtre de l'Alliance française
- 1963 : Le roi se meurt d'Eugène Ionesco, mise en scène Jacques Mauclair, Festival du Jeune Théâtre Liège
- 1965 : La Conversation de Claude Mauriac, mise en scène Nicolas Bataille, Théâtre de Lutèce
- 1966 : L'Été de Romain Weingarten, mise en scène Jean-François Adam, Théâtre de Poche Montparnasse
- 1975 : Safari dans un placard de Alain Bernier et Roger Maridat, mise en scène Nicolas Bataille et Jacques Legré, Théâtre La Bruyère
- 1985 : Le Jardin des supplices d’après Octave Mirbeau, conception et mise en scène Nicolas Bataille, Théâtre de la Huchette
- 1989 : Les Mystères de la Révolution de Roger Défossez, mise en scène Nicolas Bataille, Théâtre de la Huchette
- 1989 : L'Impromptu du Palais-Royal de Jean Cocteau, mise en scène Nicolas Bataille, Théâtre de la Huchette
- 1989 : La pluie n'est pas du tout ce que l'on croit de Jean-Pierre Daumas, mise en scène Jacques Legré, Théâtre de la Huchette
- 1990 : Diablogues de sourds de Roland Dubillard, mise en scène Nicolas Bataille et Jacques Legré, Théâtre de la Huchette
- 1990 : Et moi et moi ! de Maria Pacôme, mise scène Jean-Luc Moreau, Théâtre Saint-Georges
- 1994 : Hollywood Ciné Flash de Rog Lewis Battelni, mise en scène Nicolas Bataille, Théâtre de la Huchette
- 1995 : Colette music-hall de Gérard Bonal, mise en scène Jacques Legré, Théâtre de la Huchette
- 1996 : Théâtre en miettes d'Eugène Ionesco, mise en scène Marcel Cuvelier, Théâtre de la Huchette
- 1997 : Viva Maïakovski de Nicolas Bataille, mise en scène de l'auteur, Théâtre de la Huchette
- 1999 : L’Heure verte de Roger Défossez, mise en scène Nicolas Bataille, Théâtre de la Huchette
- 2000 : En route vers le Tokaïdo de Nicolas Bataille d’après Jippensha Ikku, Théâtre de la Huchette
- 2001 : Les Plaisirs scélérats de la vieillesse de Michel Philip, mise en scène Nicolas Bataille, Théâtre de la Huchette
- 2002 : Histoires de On de Jean-Claude Grumberg, mise en scène Marcel Cuvelier, Théâtre de la Huchette
- 2003 : Kidnappée ! de Jean Renault, mise en scène Nicolas Bataille, Théâtre de la Huchette

### Metteur en scène
- 1948 : Une saison en enfer d'Arthur Rimbaud
- 1949 : Les Essais de Montaigne
- 1949 : La Légende de Thyl Eulenspiegel de Charles de Coster, Théâtre de Poche Montparnasse
- 1950 : La Cantatrice chauve d'Eugène Ionesco, Théâtre des Noctambules création
- 1952 : Les Possédés de Fiodor Dostoïevski
- 1953 : Le Chat dans la cage de Howard Richardson
- 1957 : L'Abominable Honnête Homme de Charles Magnien, Théâtre de la Huchette
- 1957 : La Cantatrice chauve d'Eugène Ionesco, Théâtre de la Huchette
- 1959 : L'Honorable Partie de campagne de Thomas Raucat, Studio des Champs-Élysées
- 1960 : Le Voleur de blues d’Akakia-Viala, Théâtre de la Huchette
- 1960 : La Buanderie de David Guerdon, Théâtre de la Huchette
- 1960 : L'Honorable Partie de campagne d'Yvonne Vineuil, Studio des Champs-Élysées
- 1962 : La Femme-femme de Jean-Pierre Ferrière, Comédie de Paris
- 1964 : La Philosophie dans le boudoir d'après le Marquis de Sade
- 1964 : Le Dernier des métiers de Boris Vian, La Grande Séverine
- 1965 : Archiflore de Jeannine Worms, Théâtre 347
- 1965 : La Conversation et Les Parisiens du dimanche de Claude Mauriac, Théâtre de Lutèce
- 1975 : Safari dans un placard de Alain Bernier et Roger Maridat, mise en scène avec Jacques Legré, Théâtre La Bruyère
- 1983 : Le Cirque de Claude Mauriac, Théâtre de la Huchette
- 1983 : Spectacle d’ombres chinoises de Francis Boucrot et Édouard de Baillancourt, Théâtre de la Huchette
- 1984 : Assassino, assassino de Jean-Yves Rogale, Théâtre de la Potinière
- 1984 : Bonsoir Prévert conception Nicolas Bataille, Théâtre de la Huchette
- 1984 : Offenbach, tu connais ? de Roger Defossez, Théâtre de la Huchette
- 1984 : L'élève de Brecht, de Bernard Da Costa, Paris, Théâtre de Poche
- 1985 : Le Jardin des supplices d’après Octave Mirbeau, conception Nicolas Bataille, Théâtre de la Huchette
- 1986 : Les Mystères de Paris de Roger Defossez d'après Eugène Sue, théâtre d'ombres, Théâtre de la Huchette
- 1986 : On ne meurt pas au 34 de Philippe David, mise en scène avec Jacques Legré, Théâtre de la Huchette
- 1987 : Sports et divertissements d'après Erik Satie, mise en scène avec Jacques Legré, Théâtre de la Huchette
- 1987 : Momo de Jean-Claude Darnal, mise en scène de Nicolas Bataille - Théâtre Déjazet
- 1988 : Tokyo de Jean Pérol, Théâtre de la Huchette
- 1989 : Les Mystères de la Révolution de Roger Defossez, Théâtre de la Huchette
- 1989 : L'Impromptu du Palais-Royal de Jean Cocteau, Théâtre de la Huchette
- 1990 : Diablogues de sourds de Roland Dubillard, mise en scène avec Jacques Legré, Théâtre de la Huchette
- 1991 : Les Nuits de Terayama de Nicolas Bataille d’après Terayama, Théâtre de la Huchette
- 1992 : Lautrec sur la butte d'Ornella Volta et Nicolas Bataille, Théâtre de la Huchette
- 1994 : Hollywood Ciné Flash de Rog Lewis Battelni, Théâtre de la Huchette
- 1997 : Viva Maïakovski de Nicolas Bataille, Théâtre de la Huchette
- 1999 : L’Heure verte de Roger Defossez, Théâtre de la Huchette
- 2000 : En route vers le Tokaïdo de Nicolas Bataille d’après Jippensha Ikku, Théâtre de la Huchette
- 2001 : Les Plaisirs scélérats de la vieillesse de Michel Philip, Théâtre de la Huchette
- 2003 : Kidnappée ! de Jean Renault, Théâtre de la Huchette
- 2005 : La Controverse du hublot de Bâbord de Robert Georges E. Emion, Théâtre de la Huchette